# Vlag van Gramsbergen

Vlag van Gramsbergen
(1977-2001)

Vlag van Gramsbergen
(officieus, tot 1977)

De vlag van Gramsbergen werd op 18 april 1977 bij raadsbesluit vastgesteld als de gemeentelijke vlag van de Overijsselse gemeente Gramsbergen. Op 1 januari 2001 ging de gemeente op in de gemeente Hardenberg, waardoor de vlag als gemeentevlag kwam te vervallen.

## Beschrijving
De beschrijving kan als volgt luiden: 
Blauw, langs alle zijden getand van geel, de tanden met een onderlinge afstand gelijk aan 1/4 van de vlaghoogte; in het blauw drie gele schijven met een diameter gelijk aan 1/4 van de vlaghoogte, een schijf in het midden van de vlag, de andere twee naar de broeking toe, zodanig dat de drie schijven in een gelijkzijdige driehoek zijn geplaatst.
De vlag is ontleend aan het gemeentewapen, waaraan een getande rand is toegevoegd. De herkomst en betekenis van deze rand zijn onbekend.

## Eerdere vlag
Sierksma beschrijft een eerdere officieuze vlag, die hetzelfde beeld toont als het gemeentewapen: drie gouden schijven op een blauw veld.

## Verwant symbool

Wapen van Gramsbergen

Ambt Delden 
· Avereest 
· Bathmen 
· Blokzijl 
· Brederwiede 
· Den Ham 
· Denekamp 
· Diepenheim 
· Diepenveen 
· Genemuiden 
· Goor 
· Gramsbergen 
· Hasselt 
· Heino 
· Holten 
· IJsselham 
· IJsselmuiden 
· Markelo 
· Nieuwleusen 
· Noordoostpolder 
· Olst 
· Ootmarsum 
· Rijssen 
· Stad Delden 
· Steenwijk 
· Steenwijkerwold 
· Urk 
· Vollenhove 
· Vriezenveen 
· Wanneperveen 
· Weerselo
· Wijhe 
· Zwartsluis 
· Zwollerkerspel